# What's for Dinner?
What's for Dinner? è il secondo album del duo canadese The King Khan & BBQ Show, pubblicato il 10 ottobre 2006 dall'etichetta americana In The Red Records.

## Tracce
1. Treat Me Like a Dog – 3:55
2. I'll Never Belong – 3:52
3. Zombies – 2:08
4. Dock It #8 – 2:52
5. Why Don't You Lie? – 4:18
6. Captain Captain – 4:35
7. Too Much In Love – 3:20
8. Learn My Language – 0:15
9. Blow My Top – 3:50
10. Into the Snow – 3:16
11. Operation – 1:33
12. The Ballad Of... – 2:45
13. What's For Dinner – 2:27
14. Suck It And Smell – 2:31